# Jerzy Buzek
Jerzy Karol Buzek (Smilowitz, 3 de juliol de 1940) és un enginyer i polític polonès, que va ser Primer Ministre de Polònia entre 1997 i 2001. Del 14 de juliol de 2009 al 17 de gener de 2012 fou President del Parlament Europeu en substitució de Hans-Gert Pöttering. Fou la primera persona d'Europa de l'Est a ocupar aquest càrrec.
Està casat amb Ludgarda Buzek i pare de l'actriu Agata Buzek.